# Castell de Cabassers
Les restes del Castell de Cabassers, declarades bé cultural d'interès nacional, se situen a l'interior de les escoles públiques del poble de Cabassers, al costat del carrer Major. Les primeres notícies del castell es remunten a mitjan segle xii.

## Descripció
Les restes del monestir, conegudes popularment com "castell" fins al segle xx, es troben dins del poble de Cabassers, en una paret del pati de les escoles construïdes el 1933, que són al costat del carrer Major i que es bastiren aprofitant molts dels carreus de la construcció romànica.
L'edifici tenia una planta quadrada, segons es desprèn de la descripció que en va fer l'historiador local Delfí Navàs el 1918. Només se'n conserva la paret occidental, on trobem dos rengles d'espitlleres i, per sobre, una sèrie de tres petites obertures. Finalment, per damunt d'aquestes obertures, hi ha 8 permòdols. Les pedres del mur no són gaire treballades, però estan arrenglerades en filades i unides amb un morter de calç força dur.

## Història
El comte-rei Ramon Berenguer IV va donar el lloc d'Avicabescer, l'actual Cabassers, a l'abat Esteve de Flabemont o Montflabó, de l'orde de Prémontré, el 25 d'abril del 1149, amb la condició que ell i els seus monjos hi aixequessin un monestir i un oratori. També per disposició de Ramon Berenguer IV, el lloc canviava el seu nom d'Avicabescer per "Valem Claram". La fundació no fou reeixida, i el 27 de desembre de 1158 el prior Frederic, successor d'Esteve, que ja havia retornat a Flabemont, i amb el seu consentiment, donà el lloc de Vallclara a Santa Maria de Tortosa i al bisbe Gaufred. Al cap de pocs dies, el 2 de gener de 1159, Ramon Berenguer confirmava aquesta donació en un document signat a Osca, i a partir d'aquell moment la documentació anomena al lloc Avincabacer, i la denominació Vallclara cau en desús. Des d'aquell moment, el monestir restà abandonat i es deteriorà. El 1918 en quedaven unes poques ruïnes de l'edifici, que Delfí Navàs va descriure, oferint les mesures del perímetre del que encara es percebia i explicant l'aprofitament d'alguns carreus: "Té lo monastiri dit avuy castell, 22'70 metros per la part de solixent y 23 metros llum per la part del mitjdia dividintse en dos parts: una que té 7'70 metros d'ample y agafe de cap á cap en la de sol ponent y's diu que ere la iglesia y fins cap als añs de 1870 encara hi havie cuatre ó cinc arcs de pedra picada, la qual pedra junt ab la de les cantonades serví per fer la séquia de pedra del carré Maijó".
L'origen del domini del bisbe de Tortosa sobre Cabassers es troba en la donació del lloc de Vallclara, que el prior de Santa Maria de Vallclara va fer a l'església i el bisbe de Tortosa el 1158. Gràcies a un pacte signat el 28 de novembre de 1266 entre el bisbe i el seu capítol catedralici, el prior i el capítol van rebre el castell de Cabassers del prelat; amb tot, el bisbe de Tortosa fou senyor de la baronia de Cabassers fins al segle xix.
El monestir contenia una capella que va fer d'església parroquial fins al segle xvii i que va ser enderrocada el 1870. L'any 1887 l'estat vengué el castell a Tomàs Amorós Miró i des d'aleshores ha estat desmantellat per a usos particulars i, finalment, l'any 1933 s'hi van construir a sobre les escoles públiques.